# Rømskog
Rømskog is een dorp en voormalige gemeente in de Noorse provincie Østfold. De gemeente telde 685 inwoners in januari 2017.
Rømskog werd in 2020 toegevoegd aan de gemeente Aurskog-Høland. De nieuwe gemeente werd deel van de nieuwe provincie Viken. Op 1 januari 2024 werd de provincie Viken weer opgesplitst en werd Rømskog met de gemeente opgenomen in de provincie Akershus waar Aurskog-Høland voor 2020 ook al deel van uitmaakte.
Aremark · Fredrikstad · Halden · Hvaler · Indre Østfold · Marker · Moss · Råde · Rakkestad · Sarpsborg · Skiptvet · Våler

Voormalige gemeentes: Askim · Eidsberg · Hobøl · Rømskog · Rygge · Spydeberg · Trøgstad